# Sol na cultura humana
A presença do Sol na cultura humana é antiquíssima, dada a importância da estrela na manutenção de vida na Terra. Deste modo, várias sociedades e culturas veneraram o Sol, dando-lhe posições proeminentes em suas religiões e mitologias.
Na mitologia grega, o Sol era venerado um Deus, Hélio, tornando-se posteriormente mais associado com Apolo. Posteriormente, os romanos adotaram Hélio, chamando-o de Sol. O Sol possuía uma posição central na mitologia e religião Asteca e Inca.